# 6521 Pina
6521 Pina (1991 LC1) là một tiểu hành tinh vành đai chính được phát hiện ngày 15 tháng 6 năm 1991 bởi E. F. Helin ở Palomar.